# 諫早市立真津山小学校
諫早市立真津山小学校（いさはやしりつ まつやましょうがっこう）は、長崎県諫早市貝津町にある公立小学校。

## 概要
歴史
1873年（明治6年）に貝津（かいづ）村に開校した「貝津小学校」と1874年（明治7年）に久山（くやま）村に開校した「久山小学校」を前身とする。1906年（明治39年）に以上2校が統合された。2013年（平成25年）に創立140周年を迎えた。
学校教育目標
「心豊かにたくましく自ら学ぶ子どもの育成」
校章
中央に「真」の文字を置いている。
校歌
作詞は村井兵庫、作曲は渡辺末男による。歌詞は4番まであり、各番に校名の「真津山」が登場する。
校区
住所表記で「諫早市」の後に「久山町、久山台、貝津町、若葉町、津久葉町、青葉台、見津ヶ丘」が続く地域。中学校区は諫早市立西諫早中学校。

## 沿革
旧・貝津小学校
- 1873年（明治6年）1月 - 貝津村の民家に「貝津小学校」が開校。
- 1874年（明治7年）8月 - 大風で校舎が倒壊。
- 1875年（明治8年）1月 - 真崎村と共同で校舎を新築。校名を「真崎小学校」とし、2村共同で運営を行う。
- 1879年（明治12年）1月 - 真崎小学校から分離し、貝津村に仮校舎を建設し「貝津小学校」として独立。小船越に分校を開設。
- 1881年（明治14年）12月 - 「公立中等貝津小学校」に改称。
- 1882年（明治15年）- 新校舎が完成。分校を廃止。
- 1886年（明治19年）7月 - 小学校令の施行により、尋常科（修業年限4年）を設置の上「尋常貝津小学校」に改称。
- 1889年（明治22年）4月 - 町村制の施行により、真津山村立の小学校となる（久山村・貝津村・真崎村の3村が合併し真津山村となった）。
- 1892年（明治25年）4月 - 「貝津尋常小学校」と改称（「尋常」の位置が変更となる）。

旧・久山小学校
- 1874年（明治7年）10月29日 - 正式に長崎県によって「第五大学区長崎県管下第一中学区久山小学校」として設置が認可される[2]。
- 1881年（明治14年）12月 - 「公立中等久山小学校」に改称。
- 1882年（明治15年）- 校舎を新築。
- 1886年（明治19年）7月 - 小学校令の施行により、尋常科（修業年限4年）を設置の上「尋常貝津小学校」に改称。
- 1889年（明治22年）4月 - 町村制の施行により、真津山村立の小学校となる
- 1892年（明治25年）4月 - 「久山尋常小学校」と改称（「尋常」の位置が変更となる）。

統合
- 1906年（明治39年）
  - 4月1日 - 貝津尋常小学校と久山尋常小学校の2校を統合、高等科を併置の上、「真津山尋常高等小学校」に改称（尋常科4年・高等科4年）。
    - 旧貝津尋常小学校の校舎を「本校舎」、旧久山尋常小学校の校舎を「分教場」とする。

  - 12月22日 - 本村貝津区蠣崎に新校舎が完成したため、久山の分教場を廃止。
- 1908年（明治41年）
  - 1月11日 - 真津山第一農業補習学校が併設される。
  - 4月1日 - 小学校令の改正により、義務教育年限（尋常科の修業年限）が4年から6年に延長。
    - 旧高等科1年を尋常科5年、旧高等科2年を尋常科6年、旧高等科3年を高等科1年、旧高等科4年を高等科2年に振り替える。

- 1940年（昭和15年）9月1日 - 諫早市の発足[3]に伴い、諫早市立の小学校となる。
- 1941年（昭和16年）4月1日 - 国民学校令の施行により、「諫早市真津山国民学校」に改称。尋常科を初等科に改称（初等科6年・高等科2年）。
- 1947年（昭和22年）4月1日 - 学制改革（六・三制の実施）が行われる。
  - 国民学校の初等科が「諫早市立真津山小学校」（現校名）となる。
  - 国民学校の高等科が改組され、新制中学校「諫早市立真津山中学校」が発足。独立校舎完成までの間、小学校に併設される[4]。
- 1948年（昭和23年）- PTAが発足。
- 1949年（昭和24年）12月 - 中学校の独立校舎が完成し移転。これにより併設を解消。
  - 移転後の諫早市立真津山中学校は諫早市立西諫早中学校に改称[4]。
- 1965年（昭和40年）から1966年（昭和41年）まで - 鉄筋コンクリート造の校舎が完成。
- 1971年（昭和46年）7月 - プールが完成。
- 1972年（昭和47年）3月 - 体育館が完成。
- 1979年（昭和54年）11月 - 米飯給食施設が完成。
- 1982年（昭和57年）3月 - 運動場を拡張。
- 1983年（昭和58年）3月 - 特別教室を増築。
- 1987年（昭和62年）9月 - 校舎の大規模改修工事を完了。
- 1996年（平成8年）2月 - 普通教室4教室を増築。
- 1998年（平成10年）- 普通教室2教室を増築。
- 2001年（平成13年）3月 - 新体育館・新プールが完成。
- 2002年（平成14年）11月 - 郷ノ浦町立渡良小学校とのふるさとふれあい交流学習を実施。
- 2006年（平成18年）4月 - 普通教室1教室を増築。
- 2007年（平成19年）8月 - 給食室を給食配膳室に改修し、翌月より諫早市西部給食センターから配送する方式の給食を開始。
- 2010年（平成22年）4月 - 普通教室1教室を増築。

## アクセス
最寄りの鉄道駅
- JR九州 長崎本線 西諫早駅

最寄りのバス停
- 県営バス 横島バス停

最寄りの幹線道路
- 国道34号
- 長崎自動車道 諫早インターチェンジ

## 周辺
- 桜ヶ丘保育園
- 創成館高等学校

## 参考資料
- 「北高来郡誌」（1974年（昭和49年）6月20日発行）
- 「諫早近代史」（1990年（平成2年）9月1日発行）

## 関連事項
- 長崎県小学校一覧